# Stevie Bonsey
Stevie Bonsey (Salinas, 1990. január 18. –) amerikai motorversenyző, legutóbb a MotoGP 250 köbcentiméteres géposztályában versenyzett.

## Karrierje
A MotoGP-ben 2007-ben mutatkozhatott be, még a 125 köbcentiméteresek között. Mindössze 4 pontot szerzett, amelyet egy 13. és egy 15. helyezéssel szerzett. Mivel a teljes szezont eltöltötte ebben a géposztályban, ezzel az első amerikai lett Alan Scott óta, aki a szezon minden versenyén lehetőséghez jutott. A nyolcadlitereseknél hosszú idő után az első amerikai volt, előtte ebben a kategóriában Jason di Salvo szerepelt. 2008-ban ismét végigversenyezte a teljes szezont, és már jobban szerepelt. Legjobb eredménye egy negyedik hely volt, stabil pontszerzőnek mondhatta magát, végül 46 ponttal a 15. lett.
2009-ben a negyedliteresek között szerepelt, ám mindössze két versenyen, a katalánon és a hollandon indulhatott. Előbbin tizenötödik lett, amivel egy pontot szerzett.

## Statisztikái
| Szezon   | Géposztály | Motor   | Versenyek | Győzelem | Dobogó | Pole | Pont | Poz. |
| -------- | ---------- | ------- | --------- | -------- | ------ | ---- | ---- | ---- |
| 2007     | 125 cm³    | KTM     | 17        | 0        | 0      | 0    | 4    | 25.  |
| 2008     | 125 cm³    | Aprilia | 18        | 0        | 0      | 0    | 46   | 15.  |
| 2009     | 250 cm³    | Aprilia | 2         | 0        | 0      | 0    | 1    | 29.  |
| Összesen |            |         | 36        | 0        | 0      | 0    | 51   |      |